# 永井龍男
永井 龍男（ながい たつお、1904年（明治37年）5月20日 - 1990年（平成2年）10月12日）は、日本の小説家、随筆家、編集者。日本芸術院会員、文化功労者、文化勲章受章者。
俳名、東門居。
懸賞小説に応募した『活版屋の話』(1920年)、『黒い御飯』(1923年)などで菊池寛に推賞される。人情の機微を精緻に描写する短編小説作家として活躍。作品に『朝霧』(1949年)、『風ふたたび』(1951年)など。

## 生涯
東京市神田区猿楽町（現在の東京都千代田区猿楽町）に、父教治郎 - 母ヱツの、四男一女の末子として生まれた。父親は本所割下水の御家人の次男で、永井家に夫婦養子として入り、印刷所の校正係をしていた。母は築地活版所の印刷職工の娘。兄も欧文植字工、叔父も印刷所勤務と印刷関係者が多い一族。1911年（明治44年）（7歳）、錦華尋常小学校へ入学、1919年（大正8年）（15歳）、一ツ橋高等小学校を卒業。父の病弱のため進学を諦め、米穀取引所仲買店に勤めたが、胸を病み3ヶ月で退職した。同年11月、父没。
1920年（大正9年）（16歳）、文芸誌『サンエス』に投稿した「活版屋の話」が当選。16年年長の選者菊池寛の知遇を得る。1922年帝国劇場の募集脚本に「出産」が当選。1923年（大正12年）、「黒い御飯」が創刊直後の『文藝春秋』誌に掲載。1924年、小林秀雄、石丸重治、河上徹太郎、富永太郎らと同人誌『山繭』を刊行する。
1927年（昭和2年）（23歳）、文藝春秋社に就職を希望し菊池寛社長を訪ね、居合わせた横光利一の口利きにより入社。『手帖』、『創作月刊』、『婦人サロン』の編集につぎつぎに当たった。1932年、『オール讀物』の、次いで『文芸通信』の編集長となった。編集者生活の傍らで創作の発表も続けた。
1934年1月、久保田万太郎夫妻の媒酌により、久米正雄夫人の妹の奧野悦子と結婚。女児2人が生まれた。同年11月、神奈川県鎌倉郡鎌倉町（現在の鎌倉市）に移る。以後転居を度々行ったが鎌倉市で終生居住した。
1935年（31歳）、1月に創設された芥川賞・直木賞の常任理事として3年間両賞の事務を取った。同年3月、母没。1939年、『文藝春秋』誌の編集長、1940年、文藝春秋社の編集局次長となった。
1943年（昭和18年）4月、文藝春秋社取締役。同年11月、満洲国新京市（現在の中国東北部長春市）に単身赴任し、満洲文藝春秋社を設立した。翌年一時帰国し、太平洋戦争末期の混乱のため東京の本社に留まる。1945年3月、文藝春秋社専務取締役となった。
戦後の1945年12月、文藝春秋社に辞表を出し、1946年1月、『新夕刊』を林房雄、小林秀雄らと創刊したが、1947年10月（43歳）、GHQに公職追放され、文筆生活への専念を余儀なくされた。1948年追放解除とともに日比谷出版社取締役社長となり、復活した直木賞を二回同社『文芸読物』で担当するも同社が倒産。以降は雑誌、新聞、週刊誌に、作品を発表した。
1952年（昭和27年）上期から1957（昭和32年）下期まで直木賞選考委員を、1958年（昭和33年）上期から1977年（昭和52年）下期まで芥川賞選考委員を務めた。
1966年（62歳）、『一個 その他』などの文業により日本芸術院賞受賞。1968年、日本芸術院の会員に選任される。1972年、長年の作家活動により第20回菊池寛賞を受賞。
1974年（70歳）、勲二等瑞宝章を受章。1975年には『秋』により第2回川端康成文学賞を受賞した。
1976年（72歳）、村上龍「限りなく透明に近いブルー」への授賞に抗議し選評「老婆心」を提出、芥川賞選考委員辞任を申し出る。日本文学振興会職員に慰留を受け提出選評「老婆心」末尾、菊池寛文章引用部分を削除する。この事件は外に洩れなかった。
1977年（73歳）、池田満寿夫「エーゲ海に捧ぐ」の芥川賞受賞決定に対して、選評で「空虚な痴態」と断じ、前々回での「限りなく」も取り上げ、「前衛的な作品」と述べつつ全否定の見解を述べ委員を退任。
1981年（77歳）、文化勲章受章。翌年にかけ『永井龍男全集』（全12巻）を、講談社より刊行。
1985年（81歳）、開館した鎌倉文学館の初代館長に迎えられる。
1990年（平成2年）10月12日、心筋梗塞により横浜栄労災病院で死去。享年86。戒名は東門居士。東京都港区三田の済海寺の墓域に眠る。

## おもな著作
- 『絵本』四季社（1934）
- 『あゝ、この一球』光文社（1949）
- 『手袋のカタッポ』日比谷出版（1949）
- 『朝霧』改造社（1950）（第2回横光利一賞）／新潮文庫（1951）／講談社文芸文庫（1992）ISBN 9784061961678
- 『鳩舎』四季社（1951）
- 『白い犬』創元社（1951）
- 『菜の花』池田書店（1951）
- 『風ふたたび』朝日新聞社（1951）／角川文庫（1955）
- 『明日はどっちだ』毎日新聞社（1952）
- 『座席は一つあいている』読売新聞社（1953）
- 『外灯』文藝春秋新社（1953）
- 『さくらんぼ』新潮社（1953）
- 『胡桃割り』四季社（1954）
- 『紅茶の時間』四季社（1954）
- 『遠い横顔』新潮社（1954）
- 『四角な卵』文藝春秋新社（1955）
- 『設計図の上の消しゴム』四季社（1955）
- 『巣立ちの歌』新潮社（1955）
- 『寄せ算引き算』東方社（1955）
- 『女の靴』鱒書房（1955）
- 『人なつこい季節』四季社（1955）
- 『酒徒交伝』四季社（1956）
- 『午前と午後と』新潮社（1956）
- 『その火のすべて』講談社（1957）
- 『噴水』毎日新聞社（1957）／角川文庫（1960）
- 『菊池寛』時事通信社（1961）
- 『幸吉八方ころがし』筑摩書房（1963）／文春文庫（1986）（読売新聞連載）
- 『皿皿皿と皿』河出書房新社（1964）
- 『大の虫小の虫』筑摩書房（1964）
- 『一個 その他』文藝春秋新社（1965）（第28回野間文芸賞）／新編・講談社文芸文庫（1991）ISBN 4061961217
- 『けむりよ煙』筑摩書房（1965）／角川文庫（1971）（読売新聞「近世名勝負物語」岩谷松平・村井吉兵衛）
- 『カレンダーの余白』講談社（1965）／講談社文芸文庫（1992）ISBN 4061961934
- 『青梅雨 その他』講談社（1966）／新潮文庫（1969、改版2001）ISBN 4101075018
- 『他人の帽子』講談社（1966）
- 『石版東京図絵』中央公論社（1967）／中公文庫（1975、改版2004）ISBN 4122043735
- 『わが切抜帖より』講談社（1968）（第20回読売文学賞（随筆・紀行賞））／講談社文芸文庫（1991）ISBN 9784061961579
- 『灰皿抄』講談社（1969）／講談社文芸文庫（1991）
- 『この人吉田秀雄』電通（1971）／文春文庫（1987）ISBN 9784167289034
- 『文壇句会今昔』文藝春秋（1972）
- 『コチャバンバ行き』講談社（1972）（第24回読売文学賞（小説賞））／講談社文庫（1977）／講談社文芸文庫（1991）ISBN 9784061961418
- 『雀の卵 その他』講談社（1972）
- 『雑談 衣食住』講談社（1973）
- 『自撰作品十一種』新潮社（1974）
- 『ネクタイの幅』講談社（1975）
- 『黒い御飯』成瀬書房（1976）
- 『永井龍男句集』五月書房（1976）
- 『身辺すごろく』新潮社（1976）
- 『花十日』講談社（1977）
- 『雲に鳥』五月書房（1977）
- 『回想の芥川・直木賞』文藝春秋（1979）／文春文庫（1982）
- 『夕ごころ』講談社（1980）
- 『秋 その他』講談社（1980）
- 『永井龍男集 現代の随想9』彌生書房（1981）、自選集
- 『縁さきの風　雑文集』講談社（1983）
- 『わが女房教育』講談社（1984）
- 『落葉の上を』朝日新聞社（1987）
- 『へっぽこ先生 その他』講談社文芸文庫（1990、改版2011）、自選集
- 『東京の横丁』[4]講談社（1991）／講談社文芸文庫（2016）ISBN 4062903229

### 全集
- 『永井龍男全集』全12巻、講談社（1981 - 1982）[5]
- 「1・2・3・4　短篇小説」、「5・6・7・8　長篇小説」、「9・10・11　雑文集」、「12 俳句集」

## 伝記
- 『別冊かまくら春秋　最後の鎌倉文士　永井龍男追悼号』かまくら春秋社、1991年12月
- 乾英治郎『評伝 永井龍男　芥川賞・直木賞の育ての親』青山ライフ出版、2017年4月

## 参照資料
- 永井龍男「東京の横丁」、講談社版（1991）より。日本経済新聞「私の履歴書」（1984.8.19 - 9.17）連載
- 永井龍男「カレンダーの余白」、講談社文芸文庫版（1992）巻末、森本昭三郎編：「年譜」および「著書目録」